# Бринкли, Джон Ромулус
Джон Ро́мулус Бри́нкли (англ. John Romulus Brinkley; 8 июля 1885, Бета, Северная Каролина — 26 мая 1942, Сан-Антонио) — американский хирург, получивший огромную известность как шарлатан, благодаря своей широко разрекламированной методике лечения импотенции путём пересадки мужчинам половых желёз домашнего козла, за что получил прозвище «доктор козлиная железа» (англ. goat-gland doctor) и «козлиный хирург». Несмотря на то, что представлял себя общественности как врача, не имел полноценного медицинского образования, а диплом приобрёл на фабрике дипломов под названием «Университет эклектической медицины Канзас-Сити» (англ. Kansas City Eclectic Medical University).
Он владел клиниками и больницами в нескольких штатах, и, несмотря на то, что почти с самого начала деятельности Бринкли недоброжелатели и критики в медицинском сообществе полностью дискредитировали его методы, он смог продолжать свою деятельность в течение почти двух десятилетий.
Хотя Бринкли лишили лицензии на занятие медициной в Канзасе и некоторых других штатах, он сумел добиться популярности в у сотен тысяч простых людей в Канзасе и в других местах, и начал две избирательные кампании на пост губернатора Канзаса, одна из которых была почти успешной. Подъём Бринкли к славе и богатству был таким же стремительным, как и его падение. В самый разгар своей карьеры он накопил миллионы долларов, но из-за большого количества злоупотреблений, неправомерного причинения смерти, и начатых против него судебных процессов о мошенничестве, умер в глубокой нищете.

## Биография

### Ранние годы
Родился в округе Джэксон, Северная Каролина в семье бедного горняка, который практиковал медицину в Северной Каролине и служил медиком в Армии Конфедеративных Штатов Америки во время Гражданской войны в США. Первый брак Бринкли-старшего был расторгнут, потому что он был несовершеннолетним. После того, как он достиг совершеннолетия, он женился ещё четыре раза и пережил каждую из своих молодых жён. В 1870 году, в возрасте 42 лет, он женился на Саре Т. Мингус. Позже в дом переехала 24-летняя племянница Мингуса: Сара Кэндис Бернетт. Семья назвала жену Бринкли «Салли», чтобы провести различие между двумя Саррами. В городе Бета (округ Джэксон, штат Северная Каролина) Сара Бернетт родила вне брака Джона Ромулуса Бринкли, дав своему сыну первое имя в честь своего отца, а второе — Ромулус, по имени мифического близнеца-брата Рема — Ромула, легендарных основателей Рима, которых вскормила волчица. В юности Бринкли поменял своё второе имя Ромулус на Ричарда. Сара Бернетт умерла от пневмонии и туберкулёза, когда Бринкли было пять лет. Сара Т. «Тетя Салли» и Джон Бринкли переехали с маленьким мальчиком в Восточный ЛаПорт расположенный в том же округе, недалеко от реки Такасиджи. В это время у семьи было мало денег.
Джон Ричард Бринкли умер, когда его сыну было десять лет. Бринкли-младший посещал однокомнатную бревенчатую школу в районе Такаседжи, которой каждый год в течение трёх или четырёх месяцев зимы проводились занятия. Там Бринкли встретил Салли Маргарет Вике, дочь состоятельного члена школьного совета. В 16 лет Бринкли закончил учёбу и начал работать, разнося почту между местными городами и изучая, как использовать телеграф. Однако он хотел стать врачом.

### Семья и образование
Будучи телеграфистом, Бринкли отправился в Нью-Йорк, чтобы работать в Western Union, после чего он переехал в Нью-Джерси, чтобы работать в одной, а затем в другой железнодорожной компании. В конце 1906 года он вернулся домой к тёте Салли, узнав, что она плохо себя чувствует; она умерла 25 декабря 1906 года. 22-летняя Салли Вике, утешавшая его, 27 января 1907 года стала его женой: они поженились в Сильве (штат Северная Каролина). Они путешествовали, выдавая себя за врачей-квакеров, устраивая в сельских местностях медицинское шоу, где они продавали патентованное лекарство. Следующим шагом Бринкли стал Ноксвилл (штат Теннесси), где стал ближайшим помощником человека по имени доктор Берк, помогая ему в изготовлении ястребиных «тоников».
В 1907 году Бринкли вместе со своей женой поселился в Чикаго, где 5 ноября у них родилась дочери — Ванда Марион Бринкли. Новоиспечённый отец поступил в Беннеттский медицинский колледж, не аккредитованное учебное заведение с сомнительными учебными планами, занимавшееся эклектической медициной. Бринкли работал в Western Union телеграфистом в ночную смену, а днём посещал занятия. В это же время у него росли долги в виде платы за обучение, расходов на содержание семьи и эгоистичных прихотей Салли. В 1908 году Бринкли похоронили маленького сына, который прожил всего три дня.
Во время учёбы в колледже Бринкли познакомился с изучением экстрактов желез и их влияния на систему человека и решил, что это новое поле деятельности поможет ему продвинуть вперёд свою карьеру. После двух лет обучения и ещё большего увеличения долгов Бринкли удвоил свою летнюю рабочую нагрузку, взяв две смены в Western Union, но однажды вернувшись домой обнаружил, что его жена ушла и забрала с собой их дочь. Салли подала на развод и алименты, но после двух месяцев выплат Бринкли похитил дочь и сбежал с ней в Канаду. Салли Бринкли, не сумев получить решение об экстрадиции из Канады, отозвала свой иск на алименты и уход за ребёнком, позволив Бринкли вернуться с дочерью в Чикаго и возобновить их непростой брак.
В 1911 году, прежде чем Бринкли закончил третий год обучения, Салли, родив 11 июля 1911 года вторую дочь, Эрну Максин Бринкли, снова оставила его и вернулась домой в район Такаседжи. Бринкли покинул Чикаго, оставив неоплаченными счета за обучение, и вернул в Северную Каролину, чтобы присоединиться к своей семье. Там он приступил к работе в качестве «дипломированного врача» (англ. undergraduate physician), но не смог утвердиться. Брикли перевозил свою семью в разные города во Флориде и Северной Каролине, «собирая вещи и постоянно перемещаясь из одного места в другое».

#### Фабрика дипломов
В 1912 году Брикли покинул семью, чтобы попытаться завершить своём образование, на этот раз уехав в Сент-Луис (штат Миссури). Он был не в состоянии оплатить долги за обучение в Беннеттском медицинском колледже, поэтому Бринкли отказали в отправке его личного дела в какое-либо медицинское учебное заведение, куда он собирался поступить. Вместо этого Бринкли приобрёл диплом на фабрике дипломов, известной как Университет эклектической медицины Канзас-Сити (англ. Kansas City Eclectic Medical University), и вернулся домой. 11 февраля 1913 года у него родилась третья дочь — Наоми Берил Бринкли. Семья из пяти человек вскоре переехала в Нью-Йорк, а затем в Чикаго. Когда Бринкли отказался от своей цели стать врачом, Салли Бринкли оставила его в последний раз, забрав трёх девочек домой и уехав в Северную Каролину.
Совместно с неким Джеймсом Кроуфордом (использовавшим псевдоним Дж. У. Бёркс) Бринкли открыл в Гринвилле (штат Южная Каролина) магазин «Врачи-электротехники в Гринвилле» и разместили рекламу, чтобы привлечь мужчин, которые были обеспокоены своей потенцией. За 25 долларов (700 долларов по текущему курсу) они вводили своим пациентам окрашенную воду, говоря им, что это сальварсан или «заряженное лекарство из Германии». Спустя два месяца деловые партнёры поспешно покинули город, уехав в Мемфисе (штат Теннесси), где когда-то жил Кроуфорд, оставив неоплаченной аренду помещения, счета за коммунальные услуги и задолженности за одежду и медикаменты. Местная газета сообщила, что оба оставили около 30-40 местных торговцев с неоплаченными чеками.

#### Вторая женитьба
В Мемфисе Бринкли познакомилась с 21-летней Минервой Телитой «Минни» Джонс, дочерью местного врача и подругой Кроуфорда. 23 августа 1913 года, после четырёх дней ухаживания, они поженились в гостинице Пибоди, несмотря на то, что Бринкли всё ещё был женат на Салли Бринкли. Минни и Джон Бринкли проводят медовый месяц в Канзас-Сити, Денвере, Покателло и Ноксвилле. В последнем городе Бринкли арестовали и экстрадировали в Гринвилл, где он сел тюрьму за занятие медицинской практикой без лицензии, и за выдачу необеспеченных чеков. Находясь в заключении Бринкли в разговоре шерифом, переложил всю вину на Кроуфорда, и предоставил следствию достаточное количество достаточно показаний, чтобы они смогли задержать Кроуфорда в Покателло. В тюрьме два бывших партнёра снова встретились. У Бринкли и Минервы был сын Джон, который покончил жизнь самоубийством в 1970-х годах.
Бринкли и Кроуфорд решили прекратить спор с разгневанными торговцами на сумму в несколько тысяч долларов, большую часть из которых Кроуфорд заплатил,  Гринвилля, без судебного разбирательства. Новый тесть Бринкли заплатил залог Бринкли, но внёс только 200 долларов (5500 долларов по нынешнему курсу) на решение вопроса о его его мошенническое задолженности. Бринкли воссоединился с Минни Бринкли в Мемфисе, однако Салли Бринкли препятствовала паре, сообщив Минни, что её муж был двоеженцем. Минни и Джон переехали в Джадсонию (штат Арканзас), где он снова удалось получил «лицензию дипломированного специалиста» (англ. undergraduate license) на медицинскую практику, рекламируя себя как врача по «женским и детским болезням». Он скопил небольшую сумму и вступил в медицинский корпус Резерва Армии США.
Бринкли принял предложение занять должность другого врача, который покидал штат, что позволило ему начать получать скромную прибыль и, наконец, добиться того, чтобы погасить свою задолженность за обучение перед Беннеттским медицинским колледжем. В октябре 1914 года он переехал в Канзас-Сити, где поступил в Университет эклектической медицины Канзас-Сити, чтобы закончить последний год обучения, который начал ещё в Беннеттском медицинском колледже. Изучив анатомические особенности раздражения и расширения предстательной железы у пожилых мужчин, и заплатив университету 100 долларов США (2500 долларов США по текущему курсу), 7 мая 1915 года Бринкли закончил учёбу, а полученный диплом позволил ему практиковать медицину в восьми штатах. В самом же Канзас-Сити, Бринкли устроился на работу в качестве врача  на завод  продовольственной компании Swift and Company, лечил мелких раны и изучал физиологию животных. Благодаря последнему Бринкли узнал, что, согласно распространенному мнению, самым здоровым животным, убитым на заводе, оказался козёл, что станет ключевым фактором в его дальнейшей медицинской карьере.
Чтобы исключить возможность быть уличённым в двоеженстве, Минни убедила Бринкли подать на развод с Салли, что он и сделал в декабре 1915 года. Чтобы помешать суду допросить Салли напрямую, он написал, что они были женаты в Нью-Йорке, и что ему не известно её нынешнее место жительства. Развод был завершён 21 февраля 1916 года. Бринкли не стал дожидаться истечения требуемых шести месяцев от развода до последующего повторного бракосочетания, и четыре дня спустя он и Минни снова поженились, на этот раз в Либерти (штат Миссури).
В 1917 году Бринкли, являясь резервистом, во время Первой мировой войны был призван на службу в действующую армию. Тем не менее, на передовой он прослужил немногим более двух месяцев, большую часть которых, прежде чем его выписали, он провёл в госпитале из-за нервного срыва. В октябре того же года Бринкли вместе со своей женой переехал в Милфорд (штат Канзас), после того, как увидел рекламу в газете о том, что городу требуется врач.

### Трансплантация козлиных половых желёз

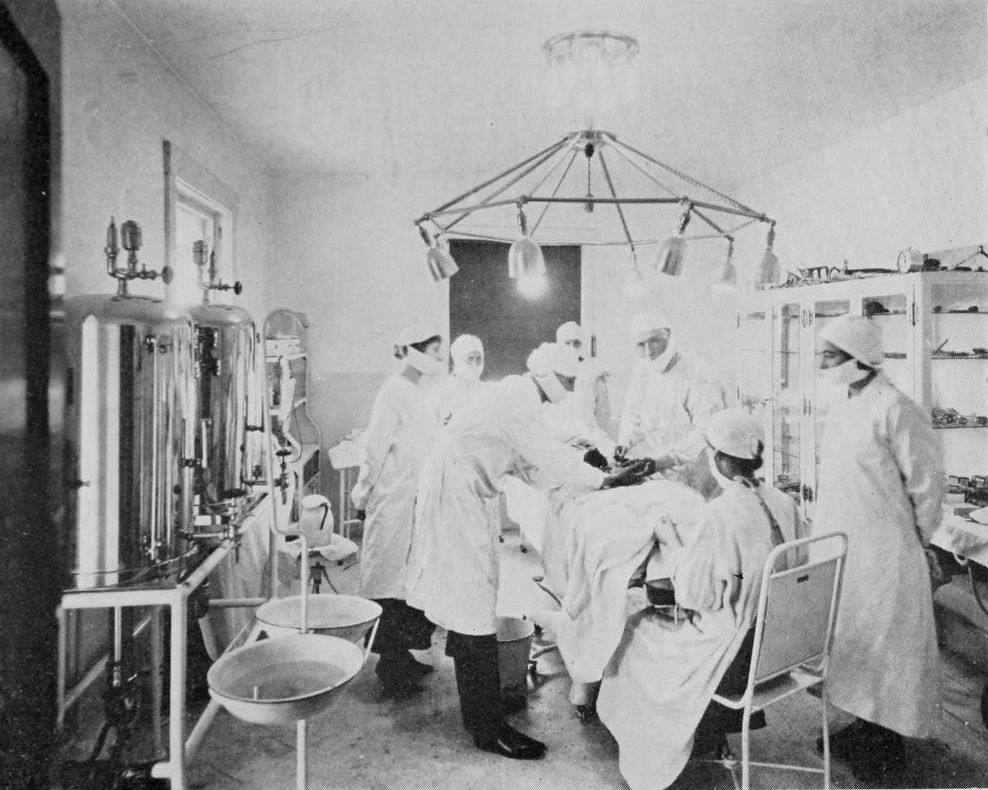
Операционная в больнице Бринкли

В 1918 году в Милфорде Бринкли открыл собственную клинику с 16 комнатами, чем он сразу же покорил местных жителей, выплачивая хорошую заработную плату, поддерживая местную экономику и бесстрашно посещая на дому пациентов, страдавших "испанкой" (гриппом) во время эпидемии 1918 года (См.пандемия испанского гриппа). Хотя в дальнейшем Бринкли приобрёл дурную славу шарлатана, рассказы об этом периоде его жизни были исключительно положительными.
Как сообщается в официальной биографии Бринкли, он натолкнулся на идею о пересадке мужчинам яичек козла, когда пациент спросил его, может ли он излечить от «полового бессилия». В ответ Бринкли пошутил, что у пациента не будет никаких проблем, если тот получит «парочку желёз вот от этого козла». Пациент принял это всерьёз и стал умолять о такой операции, что и было сделано за плату в размере 150 долларов. На самом деле, как позднее сообщил сын пациента газете The Kansas City Star, это Бринкли в действительности предложил его отцу «щедро заплатить», если он согласится на этот медицинский эксперимент.
В своей клинике Бринкли начал выполнять большое количество операций, которые, как он утверждал, восстанавливали мужскую потенцию и фертильность путём пересадки яичек козла пациентам-мужчинам по цене 750 долларов за операцию (9600 долларов по текущему курсу). Обычно после операции тело пациента поглощало ткани козла как инородное тело: гонады не приживались в организме, так как их просто помещали в мошонку мужчинам. Впоследствии Бринкли также начал проводить пересадку  яичников, которые просто зашивались в брюшную полость женщинам. Интересно, что в результате пересадки мужских желёз на свет появлялись мальчики, а женских - девочки (По крайней мере, так писал Бринкли в рекламной статье). Вероятно, это было связано с эффектом плацебо.
Неудивительно, что из-за его слабой медицинской подготовки (неоконченного обучения в сомнительной медицинской школе), операций в состоянии алкогольного опьянения и в достаточно нестерильных условиях, некоторые пациенты страдали от инфекции, а неподдающееся подсчёту количество умерло. В 1930—1941 годах не менее12 раз Бринкли предъявлялись иски из-за причинения смерти по неосторожности.

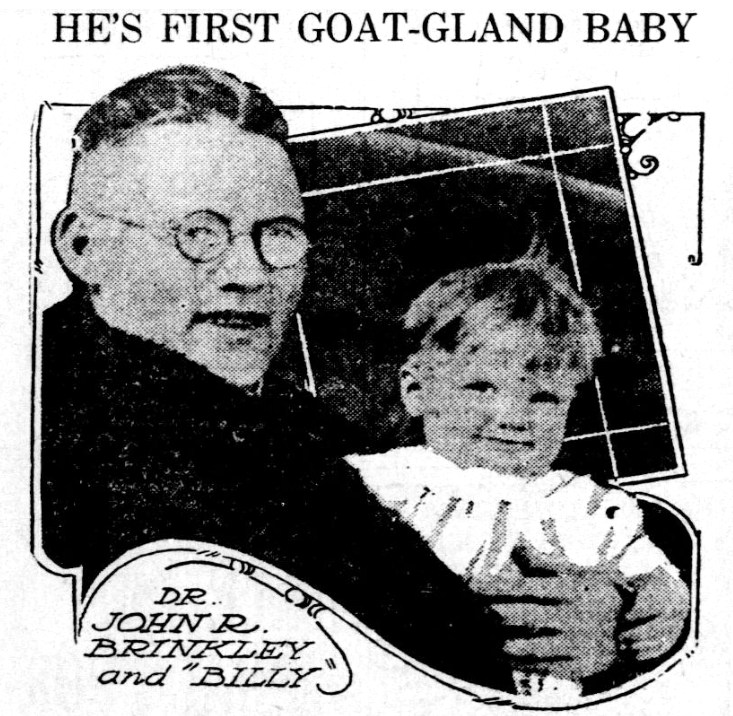
Статья в газете Arizona Republican от 20 февраля 1920 года, повествующая о «Билли», о якобы «первом малыше из козлиных желез»

Открыв эту "лавочку", он сделал удачный рекламный ход, который широко освещали крупные газеты: жена его первого пациента, которому он осуществил пересадку половых желёз козла, якобы родила мальчика. Бринкли начал продвигать козлиные половые железы как  лекарство от 27 заболеваний, от деменции до эмфиземы и метеоризма. Он стал осуществлять прямую почтовую рассылку и нанял рекламного агента, в результате чего появился слоган компании, который можно примерно перевести как "отец-молодец, настоящий жеребец" (англ. the ram that am with every lamb). Всплеск его популярности, а также его заоблачные притязания, привлекли внимание Американской медицинской ассоциации, которая для проведения расследования отправила к нему в его клинику своего тайного агента. Он обнаружил некую женщину, которая едва могла ходить и которой пересадили яичники козы для лечения опухоли спинного мозга. С тех пор Бринкли находился под пристальным наблюдением Американской медицинской ассоциации, в том числе привлёк внимание врача Морриса Фишбейна, будущего главного редактора Journal of the American Medical Association, сделавшего себе имя на разоблачении шарлатанства и мошенничеств в области здравоохранения, который в конечном счёте станет причиной его падения.
В то время другие врачи также проводили эксперименты с пересадкой желёз и их фрагментов. В частности, С. А. Воронов получил известность тем, что пересаживал мужчинам на яичко железистую ткань яичка обезьяны. В 1920 году Воронов демонстрировал свой метод нескольким коллегам в одной больнице в Чикаго, а Бринкли пришёл туда без приглашения. Его не впустили, но само его появление там позволило поднять его репутацию в прессе, после чего он смог провести собственную демонстрацию в одной из чикагских больниц. Его общественный вес рос, его бизнес в Милфорде продолжал расти быстрыми темпами. Всего были проопрерированы 34 пациента - при постоянном и благожелательном внимании прессы
В 1922 году по приглашению владельца газеты Los Angeles Times Гарри Чендлера, бросившего Бринкли вызов насчёт того, сможет ли он пересадить яички козла одному из его редакторов, Бринкли отправился в Лос-Анджелес. Если операция пройдёт успешно, писал Чендлер, то это сделает Бринкли «самым известным хирургом в Америке», а если нет, то он должен считать себя «проклятым». В Калифорнии лицензия Бринкли основанная на медицинском образовании, полученном Университете эклектичной медицины Канза-Сити, не была признана, тем не менее благодаря связям Чендлера удалось получил разрешение на 30 дней. Операция была признана успешной, и Бринкли получил обещанное внимание в газете Чендлера, которая отправила к Бринкли многих новых клиентов, включая кинозвёзд Голливуда. Однако Бринкли был настолько сильно увлечён городом и всеми деньгами, которые он намеревался получить от вероятных пациентов, что принялся строить планы по переводу своей клиники в Лос-Анджелес. Но его надежды рухнули, после того, как медицинский совет Калифорнии отказал ему в выдаче постоянной лицензии на ведение медицинской практики, поскольку было отмечено, что его резюме «пронизано ложью и несоответствиями» (большинство из которых были обнаружены и указаны Фишбейном во время заседания совета). Бринкли вернулся в Канзас не пав духом и начал расширять свою клинику в Милфорде.
Деятельность Бринкли вдохновила американскую киноиндустрию на появление понятия «козлиная железа», которым обозначали вставки звуковых эпизодов в немые фильмы, чтобы повысить их конкурентоспособность.

#### Радиовещание в США
Находясь в Лос-Анджелесе Бринкли посетил радиостанцию KHJ, которой владел Чендлер. Он сразу же отметил, что радио является рекламным и маркетинговым средством, и для продвижения своих услуг решил создать собственное, несмотря на то, что в то время реклама в общественных эфирах очень не приветствовалась. К 1923 году он собрал достаточно оборотных средств, чтобы создать KFKB (англ. Kansas First, Kansas Best — «Канзас первый, Канзас лучший», или иногда англ. Kansas Folks Know Best — «Жители Канзаса знает лучше всего») c радиопередатчиком мощностью в 1 киловатт. В том же году газета St. Louis Star-Times опубликовала разгромное разоблачение медицинских фабрик дипломов, а в 1924 году газета Kansas City Journal Post последовал их примеру, привлекая нежелательное внимание к Бринкли. В июле 1924 году в Сан-Франциско большое жюри вынесло 19 обвинительных вердиктов в отношении лиц, ответственных за присуждение поддельных медицинских степеней, а также некоторых врачам, получивших их, среди которых оказался и Бринкли, в основном из-за его сомнительного заявления о получении медицинской лицензии в Калифорнии. Когда агенты из Калифорнии пришли арестовать Бринкли, губернатор Канзаса Джонатан М. Дэвис отказался выдать его, из-за того, что он принёс штату слишком много денег. Бринкли использовал свою радиостанцию, чтобы объявить о своей победе над Американской медицинской ассоциацией и Моррисом Фишбейном, который к этому времени выступал с речами и писать статьи для «Журнала Американской медицинской ассоциации», высмеивая в них Бринкли и его лечение, как шарлатанство. Бизнес на козлиных железах принёс Бринкли больше денег, чем когда-либо, и он начал привлекать пациентов со всего мира.
Каждый день Бринкли часами выступал на своём по радио, в первую очередь занимаясь пропагандой лечения козлиными железами. Он по-разному уговаривал, стыдил и обращался к мужским (и женским) эго и к их желанию быть более активным в половой жизни. В промежутках между собственными рекламными объявлениями Бринкли, в эфире были представлены различные развлечения, включая музыкальные исполнения военных оркестров, уроки французского языка, астрологические прогнозы, рассказы всевозможных историй и экзотика, вроде песен гавайских аборигенов и в жанре американы, включая музыку старины струнного оркестра, госпел и раннюю кантри.
Рекламный импульс, который дала ему его радиостанция, был огромен, и Милфорд также оказался выигрыше; Бринкли установил новую канализационную систему и тротуары, провёл электричество, построил эстраду и квартиры для своих пациентов и сотрудников, а также новое почтовое отделение для обработки всей его почты. Он получил звание «адмирала» от организации «Военно-морской флот Канзаса» и в своём родном городе выступал спонсором бейсбольной команды «Козлы Бринкли» (англ. Brinkley Goats).
В 1925 году в поисках почётных степеней и стремясь получить более хорошие дипломы об образовании Бринкли отправился в Европу. После того, как Бринкли получил отказ в нескольких институтах в Великобритании, он нашёл добровольного поклонника в Павийском университете. Макс Торек, учитель Фишбейна и Бринкли, узнал о присуждении степени степени и оказал давление на итальянское правительство, чтобы оно её отменило. Бенито Муссолини сам отозвал учёную степень, хотя Бринкли утверждал он ней до самой его смерти. Фишбейн стремясь свести на нет рост бизнеса Бринкли, написал больше статей, рассказывая в них о людях, которые заболели или умерли после встречи с Бринкли. Но узкий круг читателей «Журнала Американской медицинской ассоциации» были в основном был ограничен другими врачами, в то время как радиостанция Бринкли ежедневно вещала в дома людей напрямую.
3 сентября 1927 года в радиоэфире прозвучал голос новорождённого Джона Ричарда Бринкли III — сына Бринкли по прозвищу «Джонни-малыш». Отмечая появление на свет ребёнка после 14 лет брака, некоторые наблюдатели задавались вопросом, применял ли Бринкли к самому себе лечение при помощи козлиной железы. Однако Бринкли выступил с опровержением подобных слухов.

#### Medical Question Box
Бринкли начал утверждать, что козлиные железы способны помочь мужчинам, имеющим проблемы с предстательной железой, и снова расширил свой бизнес. Кроме того, он начал вести новую радиопередачу под названием Medical Question Box (рус. Ящик медицинских вопросов), где зачитывал медицинские жалобы слушателей в эфире и предлагать запатентованные методы лечения. При это данные процедуры были доступны только в сети аптек, которые являлись членами «Фармацевтическая ассоциации Бринкли» (англ. Brinkley Pharmaceutical Association). В этих дочерних аптеках по сильно завышенным ценам продавались безрецептурные лекарства Бринкли, которые часть прибыли отсылали обратно в Бринкли, а часть оставляли себе. Предполагается, что это приносило Бринкли еженедельную прибыль в размере 14 000 долларов США (или около 11 141 900 долларов США в год в текущих ценах). Отчёты о пациентах, которые пройдя лечение по методикам Брикли затем были обнаружены больными в кабинете другого врача, начали расти, и в конечном итоге фармацевтическая компания «Мерк и Ко», препараты которой Бринкли обычно представлял в ложном свете, обратилась к Фишбейну с просьбой принять меры; Американская медицинская ассоциация ответила, что она не обладает властью влиять на Бринкли, кроме как пытаться информировать общественность.
Газета The Kansas City Star, владевшая радиостанцией и конкурировавшая с Бринкли, опубликовала ряд критических сообщений о нём. К 1930 году, когда Канзасский медицинский совет провёл официальные слушания, чтобы решить, следует ли аннулировать медицинскую лицензию Бринкли, Бринкли подписал свидетельства о смерти 42 человек, многие из которых не были больны, когда приходили к нему в клинику. При этом доподлинно неизвестно сколько ещё пациентов Бринкли могли заболеть или позже умерли в другом месте. В конечном итоге медицинская комиссия отозвала его лицензию, заявив, что Бринкли «устроил организованное шарлатанство ... вышедшее за пределы изобретений скромного бродячего лекаря» (англ. has performed an organized charlatanism ... quite beyond the invention of the humble mountebank).
Шесть месяцев спустя после того как Бринкли потерял медицинскую лицензию, то Федеральная комиссия по радио отказалась продлить ему лицензию на радиовещание, выяснив, что передачи Бринкли в основном имели рекламное содержание, что нарушало международные договоры, что он передавал в эфир непристойные материалы, и что ряд выпусков его радиопередачи Medical Question Box «противоречил общественному интересу» (англ. contrary to the public interest). Он подал в суд на комиссию, но суды оставили в силе решение об отзыве лицензии, а дело «KFKB Broadcasting Association против Федеральной комиссии по радио» стало вехой в вещательном праве.

### Политическая деятельность
Лишившись своих медицинской и вещательной лицензий, Бринкли объявил о своём намерении стать губернатором Канзаса, что позволило ему заняв должность, назначать своих членов в медицинскую комиссию и, таким образом, вернуть себе право заниматься медицинской практикой в штате. Он выдвинул свою кандидатуру только через три дня после того, как потерял свою медицинскую лицензию, используя свою радиостанцию для расширения своей избирательной кампании. На его стороне была крупнейшая звезда кантри-музыки KFKB Рой Фолкнер, который вышел на сцену с гитарой и шляпой в руке. Популистская кампания Бринкли проводилась на основе расплывчатой программы общественных работ (озеро штата в каждом округе), образования (бесплатные учебники для школ штата и расширение возможностей получения образования для чернокожих), пониженные налоги, выплаты пенсии по старости. Он призвал к голосованию иммигрантов, выпустив в эфир KFKB немецко- и шведскоговорящих агитаторов. Бринкли нанял пилота для своего на личного самолёте (Бринкли назвал его «Романтик»), чтобы прибывать на предвыборные митинги его со всем великолепием. Коротко говоря, Бринкли был искусным знатоком пиара: когда известный газетный репортёр опубликовал статью, в которой критиковал квалификацию Бринкли в управлении государством, тот послал ему козла.
Его кампания была проведена в качестве независимого кандидата не входящего в список, поскольку он ожидал, чтобы объявить свою кандидатуру до сентября, после того, как бюллетени были уже напечатаны. За три дня до выборов генеральный прокурор Канзаса (который выступал в качестве обвинителя Бринкли перед медицинской комиссией) объявил, что правила, касающиеся кандидатов вне списка, изменились и что имя врача может быть написано только одним вполне определённым способом для подсчёта голосов (как JR Brinkley). Будучи независимым кандидатом он получил 180,000 голосов (29.5 % от общего числа) и проиграл выборы Гарри Хайнсу Вудрингу, в будущем ставшему военным министром США в правительстве президента Франклина Делано Рузвельта. По оценкам газеты The Des Moines Register, таким образом было признано недействительными от 30 000 до 50 000 бюллетеней. Вудринг позднее признал, что если бы эти голоса были подсчитаны, то победил бы Бринкли.
На губернаторских выборах 1932 года Бринкли вновь выступил как независимый кандидат, получив 244 607 голосов (30,6 процента от общего числа голосов), но проиграл республиканцу Альфреду Лэндону, который впоследствии был выдвинут кандидатом от республиканцев на президентских выборах 1936 года и занял второе место.
Перспективы успеха Бринкли в Канзасе оказались разрушены, он продал KFKB страховой компании и решил переехать ближе к границе с Мексикой, где мог бы безнаказанно управлять мощной радиостанцией. И Хотя он больше не мог заниматься медициной в Канзасе, но оставил свою клинику в Милфорде открытой и поставил во главе неё двух своих протеже. Удивившись перспективе стать большой рыбой в очень маленьком пруду, Бринкли переехал в Дель-Рио (штат Техас), который лежал прямо через мост из Мексики.
Позже в этом же десятилетии Бринкли проникся идеями нацизма.

### Радиовещание из Мексики
Правительство Мексики, стремясь свести счёты со своими северными соседями из-за раздела радиочастот в Северной Америки без участия их государства, предоставило Бринкли лицензию на радиовещание мощностью в 50 000 ватт и строительство XER (или «Радиостанции сияющей солнечным светом между народами» (англ. Sunshine Station between the Nations), как её называл сам Бринкли), ставшую его новым «разрушителем границы» между Вилла-Акунья и Дель-Рио. Когда началось строительство, Моррис Фишбейн и Государственный департамент США прилагали все усилия, чтобы остановить Бринкли. Под сильным давлением со стороны Государственного департамента правительство Мексики временно приостановило строительство XER, которое возобновилось через несколько недель строительство, и вскоре две 300-футовые (91 м) башни достигли неба. Первая трансляцию XER, состоялась в октябре 1931 года.  Вещание велось на частоте 840 килогерц AM, излучаемом антенной типа «небесная волна».
Бринкли стал использовать свой новый «разрушитель границы», чтобы возобновить свою кампанию по выборам губернатора, принимая в эфире телефонные звонки. Однако этот подход не сработал, и он проиграл ещё одну избирательную кампанию; он снова её проиграет в 1934 году. Хотя лицензия Бринкли на радиовещание в США была аннулирована, сигнал XER был настолько сильным, что его всё ещё можно было услышать в Канзасе. В 1932 году правительство Мексики разрешило Бринкли увеличить мощность до 150 000 ватт, а ещё через несколько месяцев — до одного миллиона ватт, «сделав XER самой мощной радиостанцией на планете», которую в ясную ночь можно было услышать даже в Канаде. Согласно новостным сообщениям того времени, сигнал был настолько сильным, что включал автомобильные фары, заставлял гудеть матрасные пружины и вызывал у людей кровотечения из ушей во время телефонных разговоров. Местным же жителям даже не нужно было иметь радио, чтобы слышать эфир радиостанции Бринкли; владельцы ранчо сообщали, что получали его как посредством металлических заборов, так и через свои зубные протезы и коронки.
Наряду с проведением хирургических операции на предстательной железе в клинике, располагавшейся в гостинице где он жил, Бринкли также продолжил свой прежний эфирный формат в виде медицинских консультаций, связанных с рекламой продукции фармацевтических компаний. Слушателям-мужчинам предлагалось множество дорогостоящих отваров, включая уколы меркурохрома и таблетки, предназначенные для восстановления потенции. Кроме того, по цене 1700 долларов в час (26 000 долларов по текущему курсу) он продавал эфирное время другим рекламодателям продающим товары посредством рекламных радиопередач, что привело к появлению на рынке таких продуктов и услуг, как «безумные водяные кристаллы» (англ. Crazy Water Crystals), алмазов «подобных настоящим», страхование жизни, и множества самой разной религиозной атрибутики, включая изображения с якобы подлинной внешностью Иисуса Христа. Также Бринкли продолжал приглашать к себе в студию различных музыкантов, включая начинающих певцов и исполнителей в стилях кантри и американы (включая Пэтси Монтану, Реда Фоли, Джина Отри, Джимми Роджерса, семью Картеров, семью Пикард и других), чьё появление помогало его радиостанцию более известной, а город Дель-Рио стал известен как «Голливуд хиллбилли» (англ. Hillbilly Hollywood).
В 1932 году, когда Федеральная комиссия по радио ввела запрет на радиовещание в США «призракам» (как она обозначила менталистов, гадалок и прочих мистиков), многие из них последовали примеру Бринкли и создали своих собственных «разрушителей границы» (в том же году было открыто 11 таких радиостанций, в том числе XENT, XERB, XELO, XEG и XEPN).
В 1932 году Конгресс США принял закон Бринкли, запрещающий подобный способ радиовещания. В свою очередь Бринкли, чтобы обойти закон, стал использовать технологию «электрических транскрипций». Примерно в это же время он решил полностью прекратить связи с Канзасом, закрыв там свою больницу и открыв новую в Дель-Рио, занимавшую трёхэтажное здание гостиницы Розуэлл, где он проживал вместе со своей семьёй.
В 1934 году правительство Мексики, под давлением США, отозвало у Бринкли лицензию на вещание, а солдаты мексиканской армии опечатали помещение, и какое-то время ему приходилось вести трансляцию из близлежащего города Пьедрас-Неграс (штат Коауила), где была расположена радиостанция XEPN.
Хотя Бринкли продолжал время от времени заниматься пересадкой козлиных желез, в Техасе его практика в основном сводилась к выполнению операций по методике слегка видоизменённой вазэктомии и «омоложению простаты», за которые он брал до 1000 долларов с пациента (18 600 долларов по текущему курсу), а также назначению собственного патентованного медицинского лечения для последующего восстановления. Его бизнес, информационно поддерживаемый радиорекламой и выступлениями, продолжал процветать, и Бринкли открыл ещё одну клинику в Сан-Хуане (штат Техас), специализировавшуюся на лечении толстой кишки. К 1936 году Бринкли скопил достаточное количество средств, чтобы построить для себя и своей жены особняк, расположившийся на 16 акрах земли (6,5 га), наряду с гаражом (в котором стояла дюжина кадиллаков), теплицей, садом с пенистыми фонтанами, 8000 кустов, экзотическими животными (привезёнными с Галапагосских островов) и бассейном имеющим вышку для прыжков в воду высотой в 10 футов (3,0 м). Бринкли продолжал жить высоко в Дель-Рио, пока в 1938 году врач-конкурент не начал вмешиваться в его бизнес, предлагая пациентам подобные процедуры, но гораздо дешевле. Когда городские старейшины Дель Рио отказались устранить конкурента, Бринкли закрыл свой магазин и клинику перенёс их в центр Литл-Рока (штат Арканзас), в здание, которое в настоящее время занимает Мэрилейкский кармелитский монастырь. Соперничая со своим коллегой из Дель Рио, он открыл новый онкологический центр в Юрика-Спрингс (штат Арканзас), расположенном примерно в 150 милях (240 км) к северо-западу от Литл-Рока.

### Суд и смерть

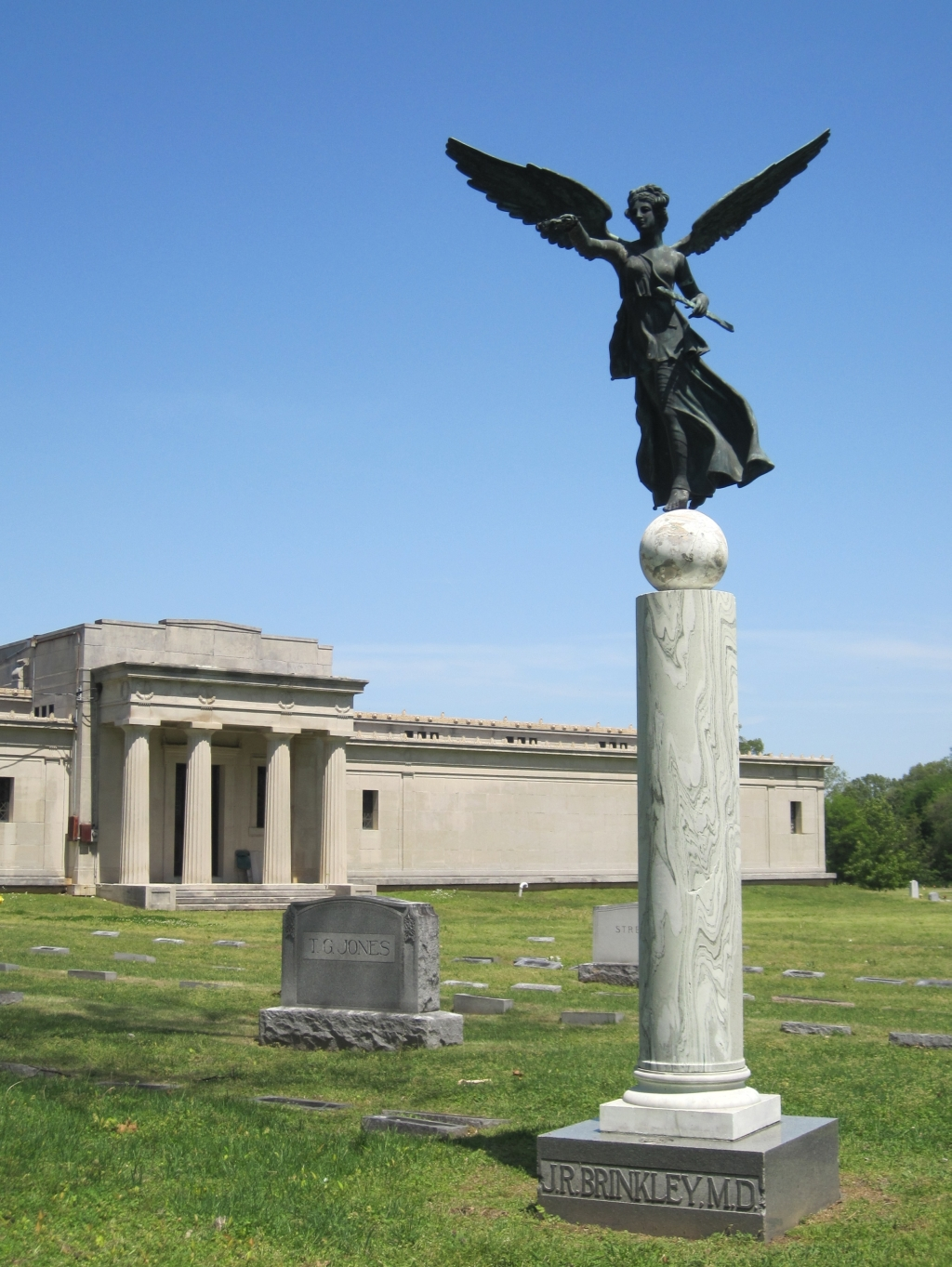
Могила Бринкли в 2011 году

В 1938 году давний критик Бринкли Моррис Фишбейн снова с удвоенной силой стал заниматься его разоблачением, , опубликовав статью из двух частей под названием «Современные медицинские шарлатаны», в которой изложил полное опровержение пёстрой карьеры Бринкли, а также его сомнительных медицинских документов, за что Бринкли подал на Фишбейна в суд за клевету потребовав 250 000 долларов США морального ущерб (4 540 000 долларов США по текущему курсу). Судебный процесс начался 22 марта 1939 года под председательство судьи из Техаса Р. Дж. Макмиллана. Через несколько дней присяжные вынесли вердикт в пользу Фишбейна, заявив, что Бринкли «следует считать шарлатаном и мошенником в обычном, хорошо известном значении этих слов» (англ. should be considered a charlatan and a quack in the ordinary, well-understood meaning of those words). Решение жюри присяжных повлекло за собой множество судебных исков против Бринкли, общая сумма которых, по некоторым оценкам, превысила 3 миллиона долларов. Также примерно в это же время Служба внутренних доходов начала в отношении него расследование по факту налогового мошенничества. В 1941 году Бринкли был вынужден объявить себя банкротом, а в том же году США и Мексика достигли соглашения о распределении пропускной способности радиостанций, а XERA была национализирована мексиканским правительством.
Вскоре после банкротства Бринкли Министерство почт США начало расследование в отношении него по факту мошенничества с почтой, но дело успело дойти до суда, поскольку Бринкли сам стал пациентом больницы, перенеся три сердечных приступа и ампутацию одной ноги, вызванную плохим кровообращением, а 26 мая 1942 года скончался в Сан-Антонио от сердечной недостаточности, находясь в глубокой нищете. Позже он был похоронен на кладбище Форест-Хилл в Мемфисе (штат Теннесси).
В начале 2017 года неизвестные лица осквернили его могилу, украв с вершины колонны надгробия крылатого ангела.

## Память
Жизнь и деятельность Бринкли освещена в нескольких книгах, написанных в 20-м и 21-м веках, включая работы Клемента Вуда (1934 или 1936), Джеральда Карсона (1960), Роя Элтона Ли (2002) и Поупа Брока (2008). В 2012 году Бринкли был показан в эпизоде 1 сезона 3 в телепередаче Mysteries at the Museum на телеканале Travel Channel. В 2016 года Пенни Лейн сняла документальный фильм Яйца!, где использовала мультипликацию, чтобы наглядно показать сцены из жизни Бринкли. В 2017 году подкасте Reply All вышел эпизод № 86 «Человек из народа», посвящённый жизни Бринкли. В том же году Ричард Линклейтер и Роберт Дауни-младший выразили намерение снять фильм, основанный на данном эпизоде подкаста
Его дом, обычно называемый «Особняком Бринкли», до сих пор стоит на улице Куалия-Драйв 512 в Дель-Рио, где обозначен как историческая достопримечательность Техаса № 13015.